# Carlos Álvarez Rivera
Carlos Álvarez Rivera (Sanlúcar la Mayor, 6 agosto 2003) è un calciatore spagnolo, attaccante del Levante.

## Caratteristiche tecniche
È un'ala destra.

## Carriera

### Club
Álvarez è cresciuto nel settore giovanile del Siviglia, con cui ha firmato il primo contratto professionistico l'8 agosto 2019. Ha fatto il suo esordio con la squadra B sedici giorni più tardi nell'incontro di Segunda División B pareggiato 0-0 contro lo Yeclano ed ha trovato la sua prima rete il 13 febbraio 2022, contro l'Alcoyano.
Il 21 dicembre 2022 ha debuttato con la prima squadra del club andaluso, nella trasferta di Coppa del Re vinta 3-0 contro la Juventud Torremolinos dove ha aperto le marcature dopo mezz'ora di gioco. L'8 gennaio seguente ha debuttato anche in Primera División contro il Getafe.
Il 12 agosto 2023 ha firmato un quadriennale con il Levante.

### Nazionale
Ha giocato con le nazionali giovanili spagnole Under-16, Under-17 ed Under-19.

## Statistiche

### Presenze e reti nei club
Statistiche aggiornate al 22 dicembre 2024.
| Stagione                 | Squadra                  | Campionato               | Campionato | Campionato | Coppe nazionali | Coppe nazionali | Coppe nazionali | Coppe continentali | Coppe continentali | Coppe continentali | Altre coppe | Altre coppe | Altre coppe | Totale | Totale | Totale |
| Stagione                 | Squadra                  | Comp                     | Pres       | Reti       | Comp            | Pres            | Reti            | Comp               | Pres               | Reti               | Comp        | Pres        | Reti        | Pres   | Reti   |        |
| ------------------------ | ------------------------ | ------------------------ | ---------- | ---------- | --------------- | --------------- | --------------- | ------------------ | ------------------ | ------------------ | ----------- | ----------- | ----------- | ------ | ------ | ------ |
| 2019-2020                | Siviglia Atlético        | SDB                      | 16         | 0          | -               | -               | -               | -                  | -                  | -                  | -           | -           | -           | 16     | 0      |        |
| 2020-2021                | Siviglia Atlético        | SDB                      | 18         | 0          | -               | -               | -               | -                  | -                  | -                  | -           | -           | -           | 18     | 0      |        |
| 2021-2022                | Siviglia Atlético        | PDR                      | 23         | 1          | -               | -               | -               | -                  | -                  | -                  | -           | -           | -           | 23     | 1      |        |
| 2022-2023                | Siviglia Atlético        | SF                       | 27         | 3          | -               | -               | -               | -                  | -                  | -                  | -           | -           | -           | 27     | 3      |        |
| Totale Siviglia Atlético | Totale Siviglia Atlético | Totale Siviglia Atlético | 84         | 4          |                 | -               | -               |                    | -                  | -                  |             | -           | -           | 84     | 4      |        |
| 2022-2023                | Siviglia                 | PD                       | 1          | 0          | CR              | 2               | 1               | UCL+UEL            | 0                  | 0                  | -           | -           | -           | 3      | 1      |        |
| 2023-2024                | Levante                  | SD                       | 29         | 3          | CR              | 2               | 1               | -                  | -                  | -                  | -           | -           | -           | 31     | 4      |        |
| 2024-2025                | Levante                  | SD                       | 20         | 3          | CR              | 1               | 0               | -                  | -                  | -                  | -           | -           | -           | 21     | 3      |        |
| Totale Levante           | Totale Levante           | Totale Levante           | 49         | 6          |                 | 3               | 1               |                    | -                  | -                  |             | -           | -           | 52     | 7      |        |
| Totale carriera          | Totale carriera          | Totale carriera          | 134        | 10         |                 | 5               | 2               |                    | 0                  | 0                  |             | -           | -           | 139    | 12     |        |

## Palmarès

### Club

#### Competizioni nazionali
- Segunda División: 1

Levante: 2024-2025